# Lyonnais
Lyonnais är en historisk provins i Frankrike, namngiven efter staden Lyon.
Lyonnais omfattade departementen Loire och Rhône.